# مهلبية

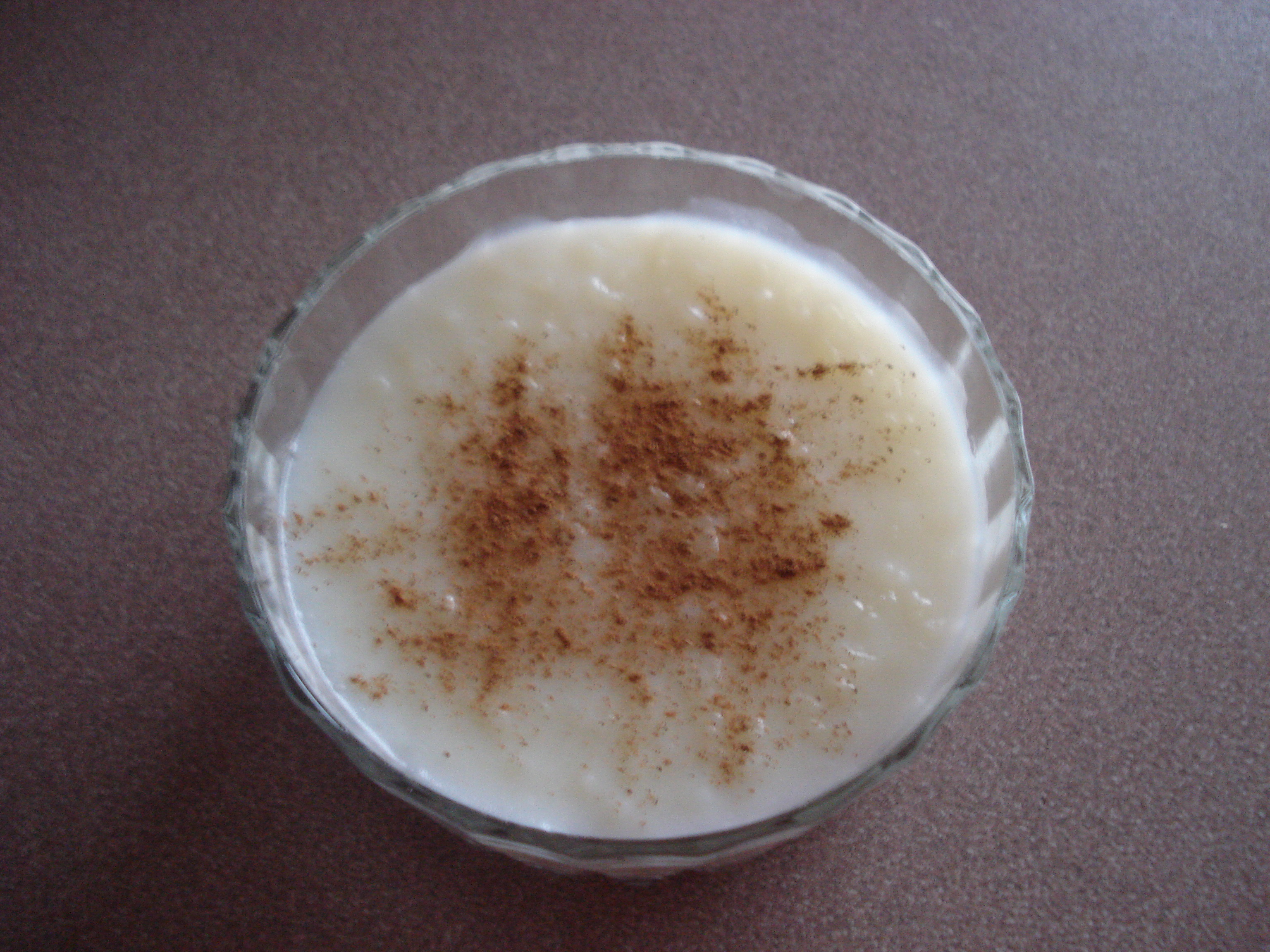
طبق المهلبية بالقرفة

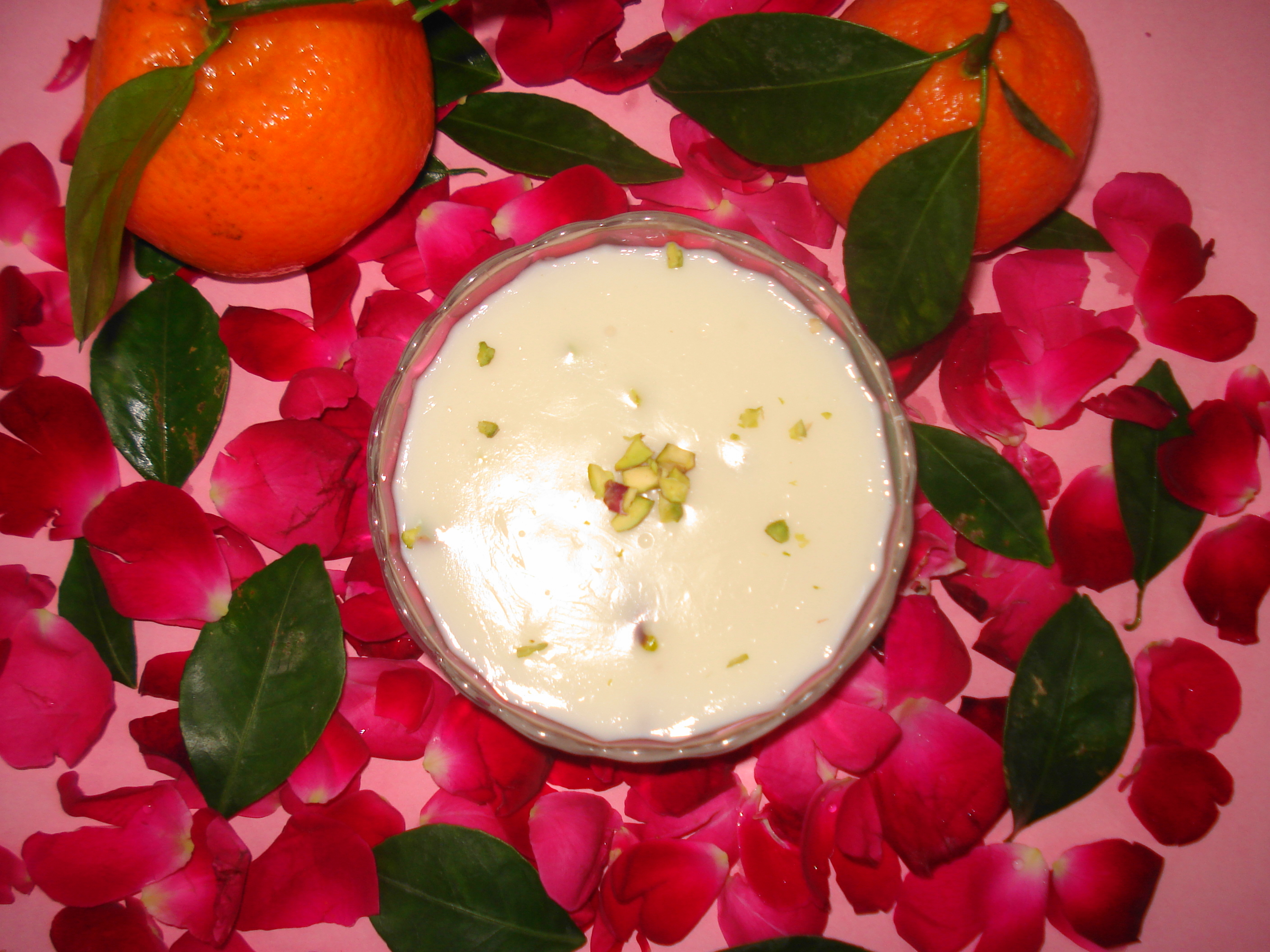
طبق المهلبية بالمكسرات

المُهلّبية (الأصل كما في كتب التراث) أو المحلبية (في بعض البلدان) وفي مصر مهلبية، وفي سوريا محلاية وفي ليبيا وتونس محلبية وفي العراق والجزائر محلبي ومن ناحية ناطقيها بالمحلبية فيقولون أن اسمها مشتق من الحليب، المكون الأساسي للطبق ومع الزمن تنطق بالهاء لسهولتها ولذَلك فهي حلوى الحليب
تعد أحد الأطباق الحلوة التي يشتهر بها الوطن العربي، تصنع من لب شجرة المحلب وهي ذات أنواع: إما أن تكون مع الأرز (في مصر مع الأرز اسمه أرز باللبن) أو مع القشطة أو السميد أو البسكويت، وإما أن تكون عبارة عن حليب مطبوخ مع النشا حتى يتكثف المزيج ويصبح له قوام أغلظ ثم تصب في أطباق وتزين بالمكسرات أو القرفة. ويمكن أيضاً طبخها بحليب قليل الدسم.

## طريقة المهلبية بالارز
- يُغسل الأرز القصير الحبة جيدا في الماء. ويوضع على النار في وعاء، بحيث يكون: 1 كمية أرز، و 1 كمية ماء و 1/2 1 كمية حليب ويحلى بالسكر وتضاف حبتي كبابة صيني أثناء الغليان.
- يستمر الغليان مدة 40 دقيقة، تفصل بعدها حبتي الكبابة الصيني.
- يختبر الأرز بالحليب ليكون لزجا، فإذا وجد سائل منفصل عن الأرز، فيجب العمل على تماسكه كالآتي:
- تُذاب ملعقتين من الدقيق أو النشا في نصف كوب ماء بارد، وتخلط على وعاء الأرز باللبن. يقلب المخلوط على النار مع إضافة قليل من السكر ونقطتين من ماء الورد، حتى يصبح المخلوط لزجا.
- يضاف البندق أو الفول السوداني المجروش والزبيب ويُقلب المخلوط، ويوزع في الأطباق.
- بعض البيوت تحب أكله برش القرفة الناعمة عليه بدون إضافة البندق والزبيب.

## طريقة المهلبية بالحليب
- تُذاب ملعقتين من النشا في نصف كوب لبن حليب بارد، ثم يضاف إلى واحد ونصف كوب لبن حليب ويرفع علي النار.
- يقلب المخلوط على النار مع إضافة السكر والفانيليا حسب المذاق.
- يستمر التسخين علي النار من 10-15 دقيقة أو حتى الوصول إلى القوام الغليظ المطلوب، بشرط عدم الغليان بعنف حتى لا ينحل النشا ويفقد الخليط قوامه.
- يصب الخليط في اكواب أو كاسات ويزين حسب الرغبة بالمكسرات أو القرفة أو الزبيب.

## طريقة المهلبية بالليمون

### المكونات
- 3 كؤوس ليمون معصور
- 3 معالق سنيدة
- 3 معالق نشأ مايزينا
- ملعقة زهر

### طريقة التحضير
تخلط المكونات فوق نار هادئة مع التحريك دون التوقف حتى تصبح المكونات مثل الكريما، ثم نسكبها في كؤوس ونتركها تبرد.

### التزيين
اللوز مدقق والزبيب

## المعلومات الغذائية
تحتوي وجبة المهلبية (250 غ تقريباً) بحسب موقع شهية، على المعلومات الغذائية التالية:
- السعرات الحرارية: 251
- الدهون: 6
- الدهون المشبعة: 4
- الكوليسترول: 20
- الكاربوهيدرات: 43
- البروتينات: 6

مع العلم أن هذه الوصفة لا تحتوي على الرز ولم يتم احتساب الفستق المجروش